# Veyrières (Corrèze)
Veyrières település Franciaországban, Corrèze megyében. Lakosainak száma 82 fő (2022. január 1.). Veyrières Saint-Bonnet-près-Bort, Saint-Exupéry-les-Roches és Saint-Victour községekkel határos.

## Népesség
A település népessége az elmúlt években az alábbi módon változott:
| Lakosok száma | 89   | 69   | 71   | 59   | 71   | 72   | 73   | 75   | 77   | 82   |
|               | 1968 | 1982 | 1990 | 2006 | 2013 | 2015 | 2017 | 2019 | 2020 | 2022 |